# سیارک ۱۲۹۴
سیارک ۱۲۹۴ (به انگلیسی: 1294 Antwerpia، نامگذاری:1933UB1) هزار و دویست و نود و چهارمین سیارک کشف شده‌است که در ۲۴ اکتبر ۱۹۳۳ کشف شد.
قدر مطلق سیارک برابر ۱۰٫۲۰ است.